# 天津增廿七
天鵝座70，又名BD+36 4568，HD 204403、SAO 71358、HR 8215，是天鵝座的一颗恒星，视星等为5.31，位于銀經83.94，銀緯-9.86，其B1900.0坐标为赤經21h 23m 16.6s，赤緯+36° -9.86′ 55″。